# Albert Guthke
Albert Guthke  (* 1. Januar 1900 in Bergen (Landkreis Celle); † 12. Juli 1981 in Pritzwalk) war ein deutscher Museologe und Prignitz-Forscher.

## Leben
Die Eltern stammen aus alteingesessenen Bauernfamilien. Die Mutter, Emilie Guthke (1871–1954), geb. Schulze-Deckmann, stammt aus Bergede/Soest. Der Vater, Richard Guthke (1870–1936), stammt aus Dahlhausen, einem Ortsteil von Heiligengrabe in der Prignitz. Diese Herkunft war für Albert Guthke prägend. Nach dem Besuch der Volksschule in Bergen (Landkreis Celle) und des Gymnasiums Johanneum Lüneburg mit kriegsbedingtem Notabitur 1918 studierte er 1919 bis 1926 Deutsch, Geschichte und Philosophie in Göttingen, Leipzig und Greifswald. Anschließend leitete er die Abteilung „Internationale Bibliographie der Geschichtswissenschaften“ in der Deutschen Bücherei Leipzig, arbeitete 1932/33 als Verlagsredakteur am Rauhen Haus in Hamburg, 1936 bis 1941 als Assistent im „Heimatmuseum für die Prignitz“ im Kloster Stift zum Heiligengrabe unter der Leitung von Annemarie von Auerswald, 1945 bis 1946 als Museumspfleger am Museum Lüneburg, anschließend als Museumsleiter in Kyritz und schließlich in Pritzwalk.
1954 bis 1958 studierte er an der Fachschule für Heimatmuseen in Köthen und Weißenfels. 1946 bis 1960 lebten er und seine Familie in Dahlhausen und ab 1960 in Pritzwalk.

## Leistungen
Nachdem zum Ende des Zweiten Weltkrieges das „Heimatmuseum für die Prignitz“ im Kloster Stift zum Heiligengrabe geschlossen und die ehemals reiche ur- und frühgeschichtliche Sammlung fast völlig vernichtet worden war, arbeitete Albert Guthke die Reste des musealen Bestandes 1946/47 auf und überführte sie in den Bestand des 1954 von ihm gegründeten Kreisheimatmuseums Pritzwalk, weil ein Wiedererstehen eines Ostprignitz-Museums im kirchlichen Stift Heiligengrabe politisch nicht erwünscht war. Er wirkte als Leiter des Heimatmuseums bis zum Ruhestand im Jahr 1972. Dabei leistete er einen Beitrag zur Erforschung der Prignitz mit der Herausgabe von wissenschaftlicher Veröffentlichungen, insbesondere der zweibändigen Schriftenreihe "Prignitz-Forschungen" (Pritzwalk, 1966 und 1971). Mit eigenen Artikeln hat er beispielsweise zur Geschichte der Stadt Pritzwalk, zur Fundgeschichte des Xenusions (bedeutendster paläontologischer Fund in der Prignitz) und zur Lebensgeschichte des Dichters Theodor Fontane beigetragen. Bestände aus dem damals räumlich sehr beschränkten Heimatmuseum Pritzwalk sind Jahrzehnte später in die heutige Museumsfabrik Pritzwalk überführt worden.

## Schriften
- A. Guthke: Blumenthaler Töpfer. In: Mitteilungen des Heimat- und Museumsvereins in Heiligengrabe, S. 26–35, Heiligengrabe, 1937.
- A. Guthke: Pritzwalk – Vorzeit und deutsche Frühe. In: Festschrift "700 Jahre Stadt Pritzwalk", S. 5–9, Pritzwalk, 1956.
- A. Guthke: Sieben Jahre Kreisheimatmuseum Pritzwalk. In: Beiträge zur Heimatkunde "Pritzwalk und Prignitz", S. 140–156, Pritzwalk, 1961.
- W. Fischer: Flora der Prignitz, mit einem Vorwort des Herausgebers A. Guthke, S. 7–8, Pritzwalk, 1963.
- B. Kernchen und A. Guthke: Finder und Fundort des Xenusion auerswaldae. In: Prignitz-Forschungen, Bd. 1, S. 13–17, Pritzwalk, 1966.
- A. Guthke: Fontanes und Fontane-Verwandte in der Prignitz' – 1804 bis 1871. In: Prignitz-Forschungen, Bd. 1, S. 95–106, Pritzwalk, 1966.
- A. Guthke (Hrsg.): Prignitz-Forschungen, Bd. 2, mit Vorwort des Herausgebers A. Guthke, S. 2, Pritzwalk, 1971.
- A. Guthke: "Ich liebte Dr. Lau." – Über Theodor Fontanes praeceptor domesticus, geboren in Brandenburg (Havel) 1806, gestorben in Wittstock (Dosse) 1887, Fontane-Blätter 3(3), S. 165–189, Potsdam, 1974.